# University of Southern California
University of Southern California (USC, SC, sau Southern Cal[a]) este o universitate privată de cercetare din Los Angeles, California. Fondată în 1880 de Robert M. Widney, este cea mai veche universitate privată de cercetare din California.
Universitatea este compusă dintr-o școală de arte liberale, Colegiul de Litere, Arte și Științe Dornsife și douăzeci și două de școli universitare, postuniversitare și profesionale, care înscriu aproximativ 21.000 de studenți la licență și 28.500 de studenți master din toate cele cincizeci de state din SUA și mai mult de 115 țări. USC este clasată ca una dintre universitățile de top din Statele Unite, iar admiterea la programele sale este considerată extrem de selectivă.